# Andrea Piovan
Andrea Piovan (Spinea, 25 gennaio 1963) è un attore e doppiatore italiano noto soprattutto come speaker ufficiale di Rete 4 dal 2008, e voce documentari BBC Earth.

## Biografia
Formatosi alle scuole teatrali di Jaques Lecoq e Philippe Gaulier a Parigi, ha doppiato il personaggio Liquid Snake nel videogioco Metal Gear Solid. Ha prestato la sua voce per alcuni personaggi della serie Spyro the Dragon e Crash Bandicoot. È stato telecronista di pallavolo e narratore nei documentari di Discovery Channel.
Ha partecipato anche al doppiaggio di altri videogiochi, tra i quali: Ape Escape, Crash Bandicoot 3: Warped, Rosco McQueen Firefighter Extreme, Mashed, MediEvil, Half-Life 2, Half-Life 2: Episode One, Syphon Filter, Destrega e Tombi! 2.
È stato inoltre la seconda voce del pupazzo "il Capo" di Art Attack per poi essere rimpiazzato da Teo Bellia nella sesta stagione .
Ha avuto anche diverse esperienze come attore, nei film Vita Smeralda (2006) e Occhio a quei due (2009) e come conduttore radiofonico di RDS.
È lo speaker ufficiale di Rete 4 dal 2008.

## Filmografia

### Cinema
- Vita Smeralda, regia di Jerry Calà (2006)

### Televisione
- Occhio a quei due, regia di Carmine Elia - film TV (2009)

### Programmi televisivi
- Supperclub
- Vivere
- Piloti (2007-2009, ep. Caduto in disgrazia)
- The Band (2008-2009)
- Striscia la notizia (2013)
- Camera Café (2011-2012, 5x142, Firme false)

## Doppiaggio

### Televisione - documentari
- Frozen Planet 2, voce narrante, 2022
- Dynasties 2, voce narrante,2022
- Planet Earth 2, BBC, voce narrante, 2017
- Wild Atlantic, BBC, voce narrante
- Wild Alaska, BBC, voce narrante
- Wild Patagonia, BBC, voce narrante
- Wild India, BBC, voce narrante
- Wild France, BBC, voce narrante
- Mountains Above the Clouds, BBC, voce narrante
- Operation Iceberg, BBC, voce narrante
- Sex, Lies and Butterfly, voce narrante
- Speaker ufficiale di Cartoon Network, dal 1996 al 2004
- Speaker di Boomerang
- Voce del Capo in Art Attack (dalla seconda serie alla quinta)
- Voce fuori campo in Chiambretti Night
- Voce fuori campo in Pianeta Mare
- Speaker ufficiale di Rete 4 dal 2008
- Frozen Planet 2, voce narrante, 2022
- Planet Earth 3, BBC, voce narrante, 2024

### Videogiochi
- Nitrus Brio e N. Gin in Crash Bandicoot 2: Cortex Strikes Back
- Dingodile, Nefarious Tropy e N. Gin in Crash Bandicoot 3: Warped
- Dingodile, Nefarious Tropy, N. Gin, Nitros Oxide e Finto Crash in Crash Team Racing
- Nefarious Tropy, N. Gin, Crunch Bandicoot, Rok-Ko, Py-Ro e Lo-Lo in Crash Bandicoot: L'ira di Cortex
- Woden il potente, il Sindaco e il Traghettatore in MediEvil
- Gabriel Logan in Syphon Filter
- Agente Americano in Hitman: Codename 47
- Narratore, Kainen, Maiale di fuoco e Win in Tombi! 2
- Tobias Jones e Pink Lenny in Driver 2
- Liquid Snake, Master Miller e Donald Anderson in Metal Gear Solid
- Hunter in Spyro 2: Gateway to Glimmer
- Co-Telecronista in Formula 1 98 (edizione Sony)
- Narratore in Cardinal Syn
- Zauber, Tieme e Rohzen in Destrega
- Kongol in The Legend of Dragoon
- Commentatore in Bust a Groove
- Robert Baxter in Time Crisis II
- Telecronista in Newmanhaas Racing
- Narratore in Kingsley's Adventure
- Personaggi vari in Mashed
- Padre Grigori in Half-Life 2
- Mertens in Colony Wars: Vengeance
- Narratore in MoHo

### Pubblicità televisive
- Porsche, Q8, Monini, Gaviscon, Compass, Biotherm, Acchiappacolore, Spontex, Pril, Dercos, Sole piatti, Calgon, Finish.